# Ana Galvis Hotz
Ana Galvis Hotz (Bogotá, 1855 - Bogotá, 1934) fue la primera mujer médica de Colombia y Latinoamérica. Obtuvo su título en Suiza el 26 de julio de 1877.

## Biografía
Hija de la suiza Sofía Hotz y el médico Nicanor Galvis, nació en el seno de una familia rica y se destacó como buena estudiante. Debido a las dificultades para ingresar a una universidad en Colombia para las mujeres, Ana se postuló para ingresar a estudiar a la Facultad de Medicina en la Universidad de Berna en Suiza, siendo la primera colombiana admitida en una universidad. Para su tesis de grado, investigó acerca del epitelio amniótico, descubriendo una arquitectura cilíndrica para el tejido placentario. A su regreso a Bogotá ejerció la medicina como "especialista en enfermedades del útero y sus anexos", siendo reconocida como la primera especialista colombiana en ginecología.